# Balázs Sándor (író, 1883–1982)
Balázs Sándor (Nagygeresd, 1883. szeptember 17. – Budapest, 1982. április 25.) magyartanár, színműíró és ifjúsági író. Felesége Beczássy Judit írónő. Leánya H. Balázs Éva történész.

## Életpályája
Az első elbeszélése 1897-ben jelent meg  a Képes Családi Lapokban. Egyetemi tanulmányait 1906-ban fejezte be a budapesti tudományegyetem latin-magyar szakán. Szentgotthárdon, Székelyudvarhelyen, majd a budapesti Werbőczy Gimnáziumban tanított, ő vizsgáztatta magyar nyelv és irodalomból a magántanulóként érettségiző József Attilát.

## Költészete
Kezdetben történelmi drámáival aratott nagy sikert, így három alkalommal is ő nyerte el a Magyar Tudományos Akadémia száz arannyal járó pályadíját. Színműveit a Nemzeti Színház is játszotta. Első sikerét A feleségünk című színdarabbal aratta. Műveiben a kisvárosi élet finom megfigyelője volt. A második világháború után főként ifjúsági regényeket írt. Írásait A Hét (folyóirat, 1890–1924), a Nyugat (folyóirat) és az Új Idők adta ki.

## Művei
- A feleségünk (színdarab, 1914)
- Mátyás után (három egyfelvonásos, 1914)
- Kisváros (elbeszélések, 1920)
- Álarcosok (színdarab, 1921)
- A függöny legördül (elbeszélések, 1921)
- Öreg tekintetes (színdarab, Nemzeti Színház: 1933; Gárdonyi Géza regénye alapján)
- Mindenki lépik egyet (vígjáték, Magyar Színház: 1935; Mikszáth Kálmán novellája nyomán]
- Bikfic tanár úr (színdarab, 1936)
- A Bakó-lányok (novella, 1949)
- Az öregbéres (színdarab, 1953)
- Darázsfészek (vígjáték, Szabó Pál (író)val, 1954)
- Élve vagy halva! (novella, 1957)
- Az idegen pénz (novela, 1958)
- Érettségi után (színdarab, 1958)
- Trézsi néni kosztosai (ifjúsági regény, 1960)
- Nőgyűlölő (színdarab, 1962)
- Tanári notesz és más történetek (novella, 1963)
- Reng a föld Itáliában. Spartacus élete és kora (életrajzi regény, 1964)
- Hannibál a kapuk előtt (életrajzi regény, 1967)
- A tünemény (tárcák, elbeszélések, 1968)
- Most nevess, Ibolyka! (humoreszkek, karcolatok, 1971)
- A győzhetetlen Caesar (regény, 1972)